# Erik Brate
Erik Brate, född 13 juni 1857 i Bråfors i Norberg, Västmanlands län, död 11 april 1924 i Stockholm, var en svensk språkforskare och runkännare.
Erik Brate var son till bergsmannen Anders Eriksson och Kristina Mattsdotter. Han började studera i Uppsala 1876, studerade forngermanska språk och sanskrit vid universitetet i Strassburg 1882–83, promoverades till filosofie doktor i Uppsala 1884 med avhandlingen Nordische Lehnwörter im Orrmulum och blev samma år docent i forngermanska språk. Sedan han förestått professuren i svenska språket 1885–87, utnämndes han 1887 till lektor i modersmålet och tyska språket vid Södermalms högre allmänna läroverk i Stockholm, där han blev kvar till 1922. Han blev 1904 ledamot av Vitterhets-, historie- och antikvitetsakademien.
1908 utgav han Nordens äldre tidräkning.
1913 utgav han en översättning av den Poetiska Eddan.
1922 utgav han Äldre Vestmannalagens ljudlära.
Brate var en av Sveriges produktivaste runologer. Av hans övriga skrifter märks Runverser tillsammans med Sophus Bugge 1887–91, Fyrungastenen (1898), Östergötlands runinskrifter (1918), Södermanlands runinskrifter (1924), samt Svenska runristare (postumt utgiven 1925). Hans dokumentationsarbete resulterade även i manuskriptet till ett generallexikon över Sveriges runinskrifter.
Han gifte sig 1887 med konstnären Fanny Brate. Paret hade döttrarna Astrid Billström (1888–1929), konstnären Torun Munthe,  Ragnhild (1892–1994) och fil mag Ingegärd Langlet (1899–1951).